# Hello Katy Tour
Hello Katy Tour là chuyến lưu diễn đầu tiên của ca sĩ người Mỹ Katy Perry để quảng bá cho album phòng thu thứ hai của cô One of the Boys (2008). Tour diễn đã đi qua Bắc Mỹ, Châu Âu, Châu Á và Úc.
Perry lần đầu tiên công bố tour diễn vào tháng 11 năm 2008, sau Giải thưởng âm nhạc châu Âu MTV 2008 do cô tổ chức. Tên của chuyến lưu diễn được khắc họa bởi nhân vật Sanrio có tên "Hello Kitty". Trong một cuộc phỏng vấn với Billboard, Perry tuyên bố: "Tôi có anh chàng tạo sân khấu cho Madonna làm việc trong chuyến lưu diễn này. Tôi đang nuông chiều nỗi ám ảnh của mình với trái cây và mèo và thiết kế tất cả các trang phục khác nhau." 

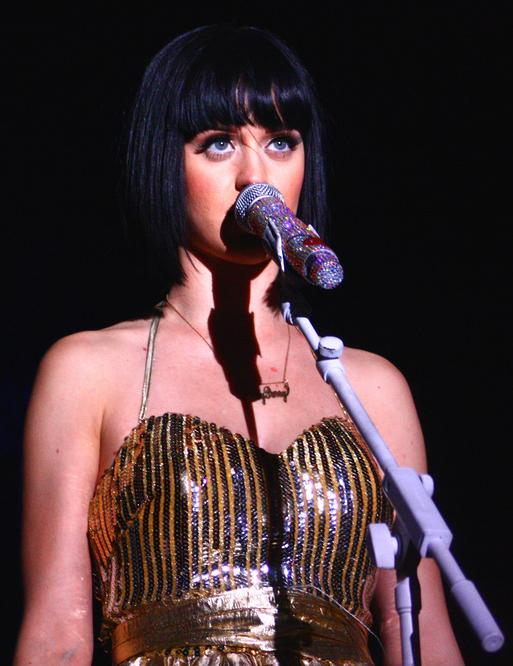
Perry biểu diễn tại Detroit, Michigan vào ngày 27 tháng 3 năm 2009

## Danh sách trình diễn
1. "Fingerprints"
2. "One of the Boys"
3. "Hokey Pokey"
4. "Hot n Cold"
5. "Self Inflicted"
6. "Mannequin"
7. "Thinking of You"
8. "Ur So Gay"
9. "Waking Up in Vegas"
10. "Lost"
11. "I'm Still Breathing"
12. "I Think I'm Ready"
13. "If You Can Afford Me"

Kết thúc
1. "I Kissed a Girl"

## Ngày
| Ngày                        | Thành phố           | Quốc gia    | Địa điểm                                   |
| --------------------------- | ------------------- | ----------- | ------------------------------------------ |
| Chặng 1 — Bắc Mỹ            |                     |             |                                            |
| 23 tháng 1 năm 2009         | Seattle             | Hoa Kỳ      | Showbox tại Market                         |
| 25 tháng 1 năm 2009         | Vancouver           | Canada      | Phòng khiêu vũ Commodore                   |
| 27 tháng 1 năm 2009         | Portland            | Hoa Kỳ      | Phòng khiêu vũ Crystal                     |
| 28 tháng 1 năm 2009         | San Francisco       | Hoa Kỳ      | The Fillmore                               |
| 29 tháng 1 năm 2009         | Sacramento          | Hoa Kỳ      | Trung tâm tổ chức sự kiện Empire           |
| 31 tháng 1 năm 2009         | Los Angeles         | Hoa Kỳ      | Nhà hát Wiltern                            |
| 2 tháng 2 năm 2009          | Tucson              | Hoa Kỳ      | Hội trường Centennial                      |
| 3 tháng 2 năm 2009          | Tempe               | Hoa Kỳ      | Nhà hát Marquee                            |
| 5 tháng 2 năm 2009          | San Diego           | Hoa Kỳ      | House of Blues                             |
| 10 tháng 2 năm 2009         | Thành phố Salt Lake | Hoa Kỳ      | In The Venue                               |
| Chặng 2 — Châu Âu           |                     |             |                                            |
| 20 tháng 2 năm 2009         | Hannover            | Đức         | The Dome 49                                |
| 22 tháng 2 năm 2009         | Stockholm           | Thụy Điển   | Nalen                                      |
| 23 tháng 2 năm 2009         | Copenhagen          | Đan Mạch    | K.B. Hallen                                |
| 25 tháng 2 năm 2009         | Manchester          | Anh         | Manchester Academy                         |
| 26 tháng 2 năm 2009         | Luân Đôn            | Anh         | KOKO                                       |
| 27 tháng 2 năm 2009         | Luân Đôn            | Anh         | KOKO                                       |
| 1 tháng 3 năm 2009          | Amsterdam           | Hà Lan      | Melkweg                                    |
| 2 tháng 3 năm 2009          | Paris               | Pháp        | Élysée Montmartre                          |
| 4 tháng 3 năm 2009          | München             | Đức         | TonHalle                                   |
| 5 tháng 3 năm 2009          | Neu-Isenburg        | Đức         | Hugenottenhalle                            |
| 6 tháng 3 năm 2009          | Hamburg             | Đức         | Große Freiheit                             |
| 7 tháng 3 năm 2009          | Bruxelles           | Bỉ          | Ancienne Belgique                          |
| Chặng 3 — Bắc Mỹ            |                     |             |                                            |
| 19 tháng 3 năm 2009         | Austin              | Hoa Kỳ      | Stubb's                                    |
| 23 tháng 3 năm 2009         | Kansas City         | Hoa Kỳ      | Beaumont Club                              |
| 24 tháng 3 năm 2009         | Minneapolis         | Hoa Kỳ      | First Avenue                               |
| 26 tháng 3 năm 2009         | Chicago             | Hoa Kỳ      | House of Blues                             |
| 27 tháng 3 năm 2009         | Detroit             | Hoa Kỳ      | Clutch Cargo's                             |
| 28 tháng 3 năm 2009         | Cleveland           | Hoa Kỳ      | House of Blues                             |
| 30 tháng 3 năm 2009         | Toronto             | Canada      | The Guvernment                             |
| 31 tháng 3 năm 2009         | Montréal            | Canada      | Metropolis                                 |
| 1 tháng 4 năm 2009          | Boston              | Hoa Kỳ      | House of Blues                             |
| 3 tháng 4 năm 2009          | Palm Springs        | Hoa Kỳ      | Trung tâm Hội nghị Palm Springs            |
| 5 tháng 4 năm 2009          | Philadelphia        | Hoa Kỳ      | The Fillmore tại Nhà hát Living Arts       |
| 6 tháng 4 năm 2009          | Thành phố New York  | Hoa Kỳ      | The Fillmore New York tại Irving Plaza     |
| 7 tháng 4 năm 2009          | Thành phố New York  | Hoa Kỳ      | The Fillmore New York tại Irving Plaza     |
| 8 tháng 4 năm 2009          | Thành phố New York  | Hoa Kỳ      | The Fillmore New York tại Irving Plaza     |
| 10 tháng 4 năm 2009         | Washington, D.C.    | Hoa Kỳ      | 9:30 Club                                  |
| 11 tháng 4 năm 2009         | Myrtle Beach        | Hoa Kỳ      | House of Blues                             |
| 14 tháng 4 năm 2009         | Nashville           | Hoa Kỳ      | Phòng khiêu vũ Cannery                     |
| 15 tháng 4 năm 2009         | Atlanta             | Hoa Kỳ      | Center Stage                               |
| 28 tháng 4 năm 2009         | St. Petersburg      | Hoa Kỳ      | Jannus Landing                             |
| 29 tháng 4 năm 2009         | Fort Lauderdale     | Hoa Kỳ      | Revolution Live                            |
| 2 tháng 5 năm 2009          | Birmingham          | Hoa Kỳ      | Khu phức hợp hội nghị Birmingham–Jefferson |
| 7 tháng 5 năm 2009          | Miami               | Hoa Kỳ      | The Fillmore Miami Beach                   |
| 11 tháng 5 năm 2009         | Dallas              | Hoa Kỳ      | House of Blues                             |
| 12 tháng 5 năm 2009         | Houston             | Hoa Kỳ      | House of Blues                             |
| Chặng 4 — Châu Á            |                     |             |                                            |
| 25 tháng 5 năm 2009         | Osaka               | Nhật Bản    | Club Quattro                               |
| 26 tháng 5 năm 2009         | Nagoya              | Nhật Bản    | Club Quattro                               |
| 28 tháng 5 năm 2009         | Tokyo               | Nhật Bản    | Duo Music Exchange                         |
| 29 tháng 5 năm 2009         | Tokyo               | Nhật Bản    | Duo Music Exchange                         |
| Chặng 5 — Châu Âu           |                     |             |                                            |
| 1 tháng 6 năm 2009          | Landgraaf           | Hà Lan      | Landgraaf Megaland Park                    |
| 9 tháng 6 năm 2009          | Luân Đôn            | Anh         | O2 Shepherds Bush Empire                   |
| 10 tháng 6 năm 2009         | Luân Đôn            | Anh         | O2 Shepherds Bush Empire                   |
| 11 tháng 6 năm 2009         | Brighton            | Anh         | Brighton Dome                              |
| 13 tháng 6 năm 2009         | Crans-près-Céligny  | Thụy Sĩ     | Port de Crans                              |
| 14 tháng 6 năm 2009         | Zürich              | Thụy Sĩ     | Volkshaus                                  |
| 16 tháng 6 năm 2009         | Paris               | Pháp        | L'Olympia                                  |
| 17 tháng 6 năm 2009         | Lyon                | Pháp        | Le Transbordeur                            |
| 19 tháng 6 năm 2009         | Scheeßel            | Đức         | MSC Eichenring                             |
| 20 tháng 6 năm 2009         | Köln                | Đức         | Palladium Köln                             |
| 21 tháng 6 năm 2009         | Tuttlingen          | Đức         | Flugplatz Tuttlingen                       |
| 23 tháng 6 năm 2009         | Milano              | Ý           | Idroscalo                                  |
| 25 tháng 6 năm 2009         | Barcelona           | Tây Ban Nha | Palau Sant Jordi                           |
| 26 tháng 6 năm 2009         | Madrid              | Tây Ban Nha | Cung thể thao                              |
| 27 tháng 6 năm 2009         | Málaga              | Tây Ban Nha | Auditorio Municipal                        |
| 28 tháng 6 năm 2009         | Lisboa              | Bồ Đào Nha  | Campo Pequeno                              |
| 2 tháng 7 năm 2009          | Nibe                | Đan Mạch    | Skalskoven                                 |
| 4 tháng 7 năm 2009          | Werchter            | Bỉ          | Werchter Festival Grounds                  |
| 5 tháng 7 năm 2009          | Arras               | Pháp        | Main Square                                |
| 6 tháng 7 năm 2009          | Esch-sur-Alzette    | Luxembourg  | Rockhal                                    |
| 9 tháng 7 năm 2009          | Istanbul            | Thổ Nhĩ Kỳ  | True Blue Fenerbahçe                       |
| 11 tháng 7 năm 2009         | Perth và Kinross    | Scotland    | T in the Park                              |
| 12 tháng 7 năm 2009         | Kildare             | Ireland     | Oxegen 2009                                |
| Chặng 6 — Bắc Mỹ            |                     |             |                                            |
| 25 tháng 7 năm 2009         | Boston              | Hoa Kỳ      | Agganis Arena                              |
| 26 tháng 7 năm 2009         | Toronto             | Canada      | Molson Amphitheatre                        |
| 28 tháng 7 năm 2009         | Thành phố New York  | Hoa Kỳ      | Phòng khiêu vũ Hammerstein                 |
| 30 tháng 7 năm 2009         | Thành phố Atlantic  | Hoa Kỳ      | Borgata                                    |
| 2 tháng 8 năm 2009          | Houston             | Hoa Kỳ      | Nhà hát Verizon Wireless                   |
| 4 tháng 8 năm 2009          | Irvine              | Hoa Kỳ      | Verizon Wireless Amphitheatre              |
| Chặng 7 — Châu Đại Dương    |                     |             |                                            |
| 12 tháng 8 năm 2009         | Brisbane            | Úc          | The Tivoli                                 |
| 14 tháng 8 năm 2009         | Melbourne           | Úc          | The Forum                                  |
| 17 tháng 8 năm 2009         | Sydney              | Úc          | Nhà hát Enmore                             |
| 18 tháng 8 năm 2009         | Sydney              | Úc          | Nhà hát Enmore                             |
| Chặng 8 — Châu Âu           |                     |             |                                            |
| 21 tháng 8 năm 2009         | Glasgow             | Scotland    | Phòng khiêu vũ Barrowland                  |
| 22 tháng 8 năm 2009         | Staffordshire       | Anh         | Weston Park                                |
| 23 tháng 8 năm 2009         | Chelmsford          | Anh         | Hylands Park                               |
| 25 tháng 8 năm 2009         | Birmingham          | Anh         | O2 Academy Birmingham                      |
| 26 tháng 8 năm 2009         | Newcastle           | Anh         | O2 Academy Newcastle                       |
| Chặng 9 — Bắc Mỹ            |                     |             |                                            |
| 29 tháng 8 năm 2009         | Los Angeles         | Hoa Kỳ      | Hollywood Palladium                        |
| 30 tháng 8 năm 2009         | Santa Barbara       | Hoa Kỳ      | Santa Barbara Bowl                         |
| 4 tháng 9 năm 2009          | Salem               | Hoa Kỳ      | Oregon State Fair                          |
| 5 tháng 9 năm 2009          | Seattle             | Hoa Kỳ      | Seattle Center                             |
| Chặng 10 — Châu Á & Châu Âu |                     |             |                                            |
| 14 tháng 11 năm 2009        | Pasay               | Philippines | SM Mall of Asia Concert Grounds[r]         |
| 26 tháng 11 năm 2009        | Milano              | Ý           | Mediolanum Forum                           |
| 28 tháng 11 năm 2009        | Ischgl              | Áo          | Silvrettaseilbahn AG – Ischgl              |